# Immoble al carrer Nou, 15
L'Immoble al carrer Nou, 15 és una obra de Breda (Selva) protegida com a Bé Cultural d'Interès Local.

## Descripció
Edificació de tres cossos que consta de planta baixa i dos pisos amb coberta inclinada a dues aigües de teula àrab i carner paral·lel a la façana principal. A la planta baixa hi ha tres obertures: dues portes i una finestra. La porta central és d'arc de mig punt i motllura a la imposta, la lateral té llinda de fusta i brancals amb carreus de pedra. La finestra ha perdut l'ampit original, però conserva la llinda monolitica motllurada i els brancals amb carreus que segueixen la mateixa motllura. Al primer pis, hi ha dues finestres laterals i un balcó central amb una llosa de poca volada. A la segona planta hi ha sis finestres d'arc rebaixat i motllura a la imposta que s'agrupen de dos en dos. Les de l'extrem esquerre han estat modificades. El ràfec està fet amb rajola.
El carrer Nou, conegut amb aquest nom des del segle xviii, esdevé el nexe d'unió entre el nucli de la vila format al voltant de l'església i el monestir i el nucli entorn de l'hospital vell i can Trunes. La banda nord del carrer es deu acabar de parcel·lar els segles XVII i XVIII, mentre que la banda sud forma part de les hortes del monestir i no es parcel·la fins al segle xix, després de la desamortització.